# Cabo Ferreira
Das Cabo Ferreira ist ein Kap an der Ostküste der Nansen-Insel in der Wilhelmina Bay vor der Danco-Küste des Grahamlands auf der Antarktischen Halbinsel. Sie ragt in die Plata-Passage hinein.
Argentinische Wissenschaftler benannten es. Der weitere Benennungshintergrund ist nicht überliefert.